# Nebaliopsididae
Nebaliopsididae – rodzina skorupiaków z gromady pancerzowców i rzędu cienkopancerzowców.
Ciało z dwuklapowym, pokrytym siateczkowatą rzeźbą karapaksem. U samic długość ciała powyżej 2 cm. Na rostrum brak kila czy kolców. zułki pierwszej pary z ząbkowanym na przedzie czwartym członem. Czułki drugiej pary o niescalonych trzecim i czwartym członie trzonka, pozbawione okrągłych guzków czy ząbków. Żuwaczki bez incisora i ze zredukowanym wyrostkiem molarnym. Pierwsza para szczęk zredukowana do drobnych kikutów, druga prawie tak długa początkowa para odnóży tułowiowych i o silnie powiększonym, opatrzonym szczecinkami krawędziowymi proksymalnym endycie. Endyty 2-4 drugich szczęk zredukowane. Odnóża tułowiowe oddalone od siebie, znacznie wystające poza brzuszną krawędź karapaksu, pierwsza ich para różna od kolejnych siedmiu. W odnóżach tułowiowych epipodity dobrze rozwinięte, dłuższe od zredukownych egzopoditów, zaś endopodity w postaci tępych płatków. Odwłok o smukłych krawędziach tylnych pleonitów. Odnóża odwłokowe 2, 3 i 4 pary z wiosłowatymi egzopoditami, a 6 pary dwuczłonowe i dłuższe od pary 5. Ramiona furki liściowate, pośrodku najszersze.
Należą ta dwa gatunki z dwóch rodzajów:
- Nebaliopsis Sars, 1887
- Pseudonebaliopsis Petryashov, 1996